# Nicholas Heath

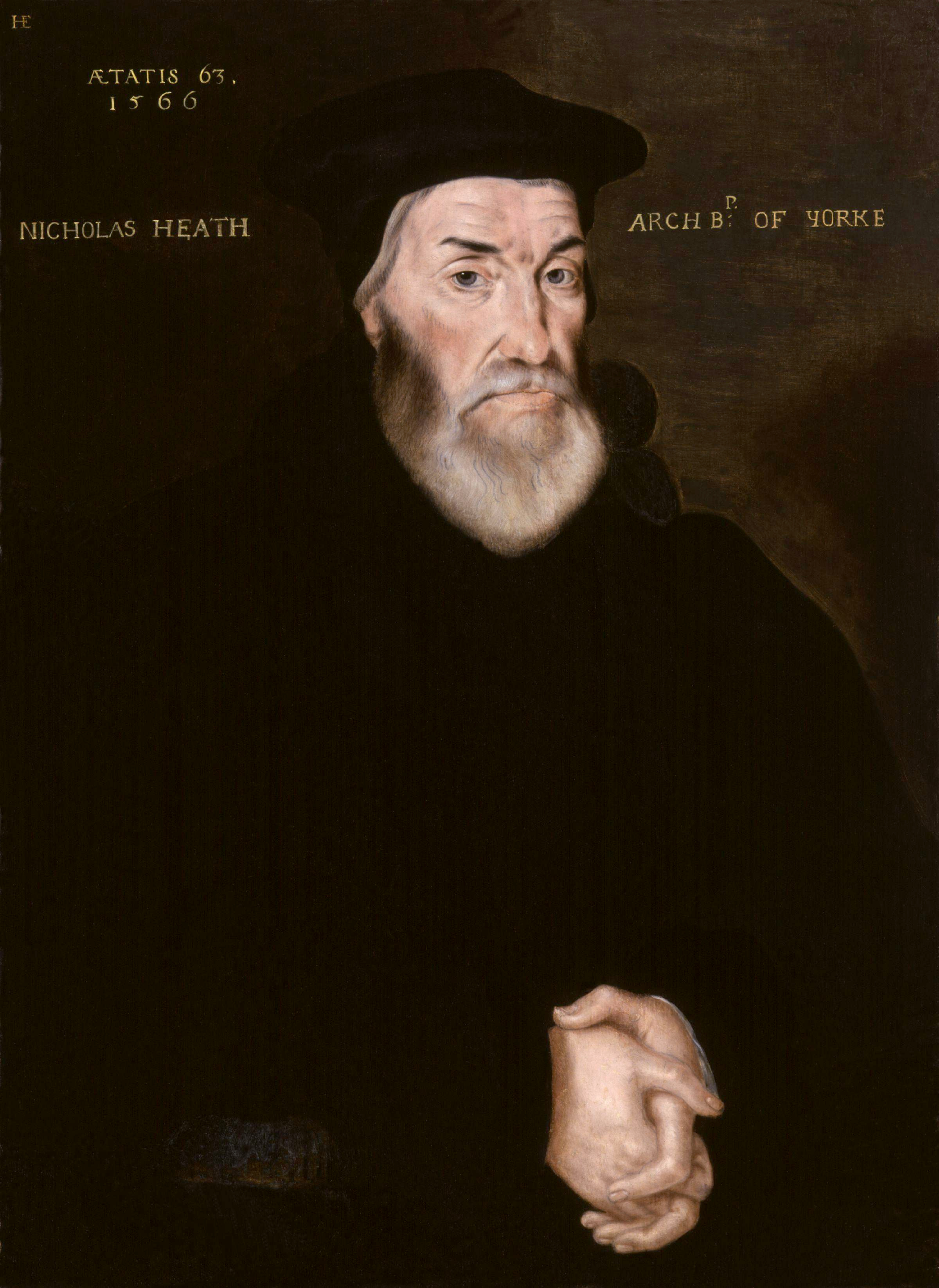
Nicholas Heath

Nicholas Heath (* um 1501 in London; † Dezember 1578 in Chobham Park, Surrey) war Lordkanzler und letzter katholischer Erzbischof von York.

## Leben
Als Sohn eines wohlhabenden Messerschmieds in London besuchte er dieselbe Schule wie auch Thomas More. Studium am Corpus Christi College in Oxford. Ab 1519 Christ’s College in Cambridge. Ab 1521 graduierte er zum Bachelor of Arts und beendete 1522 seine Ausbildung als Magister Artium. Am 9. April 1524 wurde er ins Lehrkollegium von Clare Hall einberufen. Anschließend Priesterweihe und 1535 Promotion als Doktor der Theologie in Cambridge.
Unter Heinrich VIII. wurde er gemeinsam mit Edward Fox, dem (Bischof von Hereford), nach Deutschland entsandt, um mit den Fürsten des schmalkaldischen Bundes zu verhandeln. Dies führte zu dem Wittenberger Artikel, welche eine lutherisch-anglikanische Urschrift ist. Wegen der Verdienste in Deutschland wurde er Beichtvater von Heinrich VIII. Seine weiteren Verhandlungen mit den Lutheranern führten zu einem weiteren lutherisch-anglikanischen Papier, den sogenannten 13 Artikeln.
In den Zeiten der Reformation hielt er sich zurück, galt als gemäßigter Bischof der Katholischen Kirche und trat für eine Reformation innerhalb der Kirche in England ein. Durch die groben Umstrukturierungen von Königin Elisabeth kam es zu einem Bruch zwischen den beiden. Er hatte sie als Königin ausgerufen, ihr aber die Krönung aufgrund eines theologischen Disputes verweigert. Nach weiteren theologischen Auseinandersetzungen kam es auch zu seiner Absetzung als Bischof von York und als Lordkanzler. Unter seiner Regentschaft als Bischof von York gab es keine Verbrennungen von Häretikern. Er war der letzte durch eine Päpstliche Bulle bestätigte Bischof von York.